# Mahdel

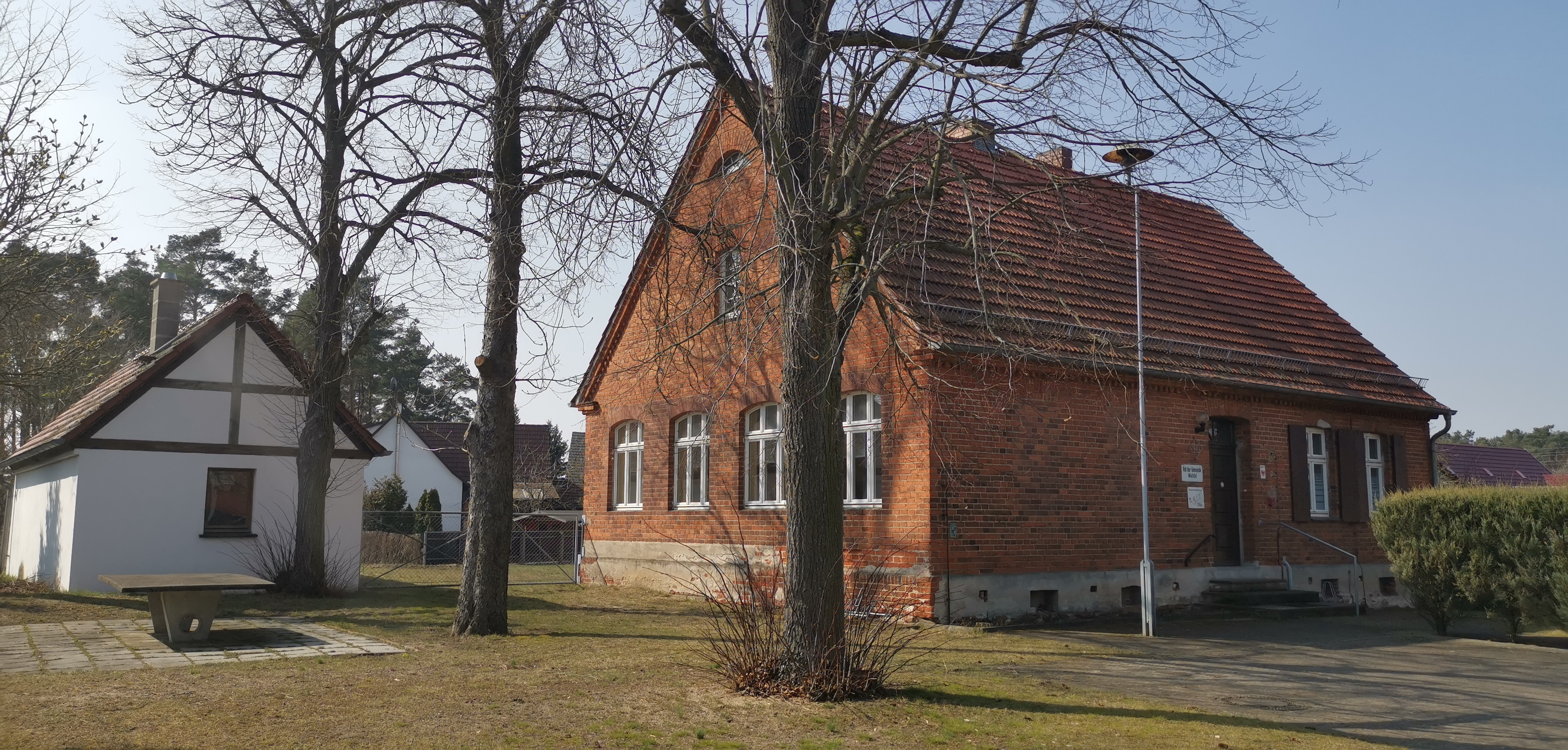
Gemeindehaus

Mahdel ist ein Ortsteil der amtsfreien Stadt Herzberg (Elster) im Landkreis Elbe-Elster in Brandenburg.

## Geschichte
Mahdel wurde 1380 erstmals als Modele urkundlich erwähnt. Spätere Schreibweisen sind von der Modele(1420), Madel (1429), Modell (1552), Madel, Madeln (1550) und Mahdel (1672). Eine eindeutige Ortnamenbestimmung kann hier nicht gegeben werden. Mögliche Erklärungen gehen aber von einem slawischen Ortsnamen aus. So kann man vom niedersorbischen módły (kraftlos, müde, ohnmächtig) ausgehen, und darin eine Bezeichnung für träges, langsam fließendes Wasser sehen. Möglich wäre auch die niedersorbische Deutung  módlic, was so viel wie mattes, unfruchtbares Flurstück bedeutet. Es kann aber auch von mod- wie nass, also nasser, feuchter Fleck Land abstammen. Eine andere Deutung geht von modła (Gebet, Götzenbild) aus.
Bis 1815 gehörte der Ort zum Amt Annaburg. 1550 lebten hier 10 besessene Mann, darunter sieben Anspänner mit einem Richter, zwei Gärtner und ein Forstknecht, die unmittelbar dem Amt Lochau unterstanden. Die Ortsflur grenzte mit der Annaburger Heide und den Dörfern Buckau, Rahnisdorf, Grochwitz und Frauenhorst.
Mahdel verfügte bereits im 16. Jahrhundert über eine eigene Kirche, deren Pfarrrecht Herzberg zustand. Mahdel gehörte von 1816 bis 1952 zum Landkreis Schweinitz, dann zum Kreis Herzberg.

## Geographie
Mahdel ist ein Angerdorf, wobei der Anger aufgrund zahlreicher Veränderungen nur noch rudimentär erkennbar ist. Der am Anger gelegene Dorfteich wurde im 20. Jahrhundert stark verkleinert und fällt im Ortsbild kaum auf.
Die Hauptstraße (nach der Gemeindegebietsreform namens „Mahdel“) führt bis zum Dorfende Richtung Annaburg und endet als Sackgasse. Zwar führt die Straße weiter nach Annaburg, darf jedoch durch das militärische Sperrgebiet nicht öffentlich befahren werden.
Auch die zweite Straße „Mahdeler Hirtenfeld“ ist eine Sackgasse mit Wendeschleife.
Im Norden grenzt die Annaburger Heide an Mahdel. Im Osten führt eine asphaltierte Straße nach Frauenhorst, im Südwesten ein Waldweg nach Rahnisdorf. Die Hauptverbindungsstraße im Süden führt nach Herzberg (Elster).

## Dorfleben
Zahlreiche kleine Aktivitäten führen die Mahdeler durch das Jahr.
So gibt es bereits am Neujahrstag eine fröhliche Zusammenkunft am Rodelberg. In der Faschingszeit zieht beim Zampern jung und alt bunt verkleidet durch den Ort. Und auch der Frauentag wird gefeiert.
Regelmäßig an Gründonnerstag begrüßen die Einwohner den Frühling mit Angrillen und einem Osterfeuer. Im Sommer wird bei einem Dorffest gefeiert, bevor im Herbst mit dem Abgrillen und Herbstfeuer der Abschied von den warmen Jahreszeiten gefeiert wird.
Im Dorf gibt es den Reitclub Mahdel e. V., welcher regelmäßig Veranstaltungen und Reitturniere ausrichtet.